# أديل ديفيس
أديل ديفيس (بالإنجليزية: Adelle Davis)‏ (25 فبراير 1904 - 31 مايو 1974) هي مؤلفة وخبيرة تغذية أمريكية، وتُعَدّ «خبيرة التغذية الأكثر شهرة في بدايات وأواسط القرن العشرين». كانت من مناصري فكرة أن التغذية الجيدة هي السبيل للحصول على صحة جيدة. نشرت أول كتاب لها عن التغذية في عام 1942، تلاه أربعة من الكتب الأكثر مبيعاً للمستهلكين والذين أشادت من خلالهم بأهمية الأغذية الطبيعية وانتقدت حمية المواطن الأمريكي العادي. على الرغم من شعبيتها، تعرضت لانتقادات شديدة من قبل زملائها بسبب تقديمها العديد من النصائح التي لم يدعمها الأدب العلمي، والتي يُعتبر بعضها خطيراً. كانت أول خبيرة تغذية (امرأة) تعمل في التغذية الصحية و«الهيئات الصحية» بشكل مهني.

## السنوات الأولى والتعليم
ولِدت أديل ديفيس في الخامس والعشرين من فبراير عام 1904، في مزرعة تقع ضمن بلدة صغيرة قرب ليزتون (إنديانا)، وهي الصغرى بين خمس فتيات لدى تشارلز يوجين ديفيس وهارييت (ماكبروم) ديفيس.
عندما كانت بعمر عشرة أيام، أصيبت والدتها بالشلل إثر سكتة دماغية وتوفيت بعد سبعة عشر شهر. ولأن الرضَّاعة لم تكن معروفة آنذاك، كان على ديفيس أن يطعمها بواسطة قطارة. وشعرت لاحقاً أن اهتمامها بالتغذية يعود لحرمانها من الرضاعة التي افتقدتها في طفولتها. عالجت مرضاها في المراحل الأولى من حياتها المهنية كأنها تعالج نفسها. «كلّ مريض كان أنا، وأنا كنت أمي، أحاول أن أجعله بصحة جيدة. قضيت كل وقتي أعوض عن الأم التي افتقدت لها».
رباها والدها وعمتها الكبيرة في السن مع أخواتها في مزرعة العائلة، حيث كان من بين واجباتها تكديس التبن، وحراثة الذرة، وحلابة الأبقار. كانت تقطع مسافة سبعة أميال بواسطة عربة يجرها حصان لكي تذهب إلى مدرستها، وتخرجت إلى جانب 13 تلميذ عام 1923. بين عمري العاشرة والثامنة عشر، كانت عضواً فاعلاً في نادي «فور-إتش»، وهو منظمة كانت تساعد الشبان على بلوغ أقصى إمكاناتهم. فازت خلال الفترة التي قضتها في النادي بالعديد من الأشرطة على الخبز والفواكه المعلبة والخضار الذين قدمتهم في معارض الولاية والمقاطعة.
التحقت بجامعة بيردو في مدينة لافاييت الغربية (إنديانا)، إذ بقيَت بين عامي 1923-1925، وتخصصت في الاقتصاد المنزلي. عمِلت في العديد من الأعمال للمساعدة في دفع تكاليف دراستها، ولعبت كرة المضرب في أوقات فراغها. حافظت على نشاطها في نادي «فور-إتش» خلال أشهر الصيف بصفتها قائداً للنادي. بعد قضاء سنتين في بيردو، انتقلت إلى جامعة كاليفورنيا في بيركلي، وتخرجت عام 1927 بشهادة في علم التغذية. أنشأت بيركلي أول قسم للتغذية في أمريكا عام 1912.

## عملها كخبيرة تغذية
بعد تلقيها المزيد من التدريبات المتعلقة بالحمية الغذائية في مستشفيي بيليفو وفوردهام في مدينة نيويورك بين عامي 1927-1928، تولت الإشراف على التغذية في مدارس يونكيرس الحكومية وقدمت استشارات تغذية لأطباء التوليد في نيويورك، عملت في عام 1928 أيضاً خبيرة تغذية في مركز جودسون الطبي في مانهاتن. بعد العمل في المستشفيات حيث نظمت الحميات الغذائية لمرضاها، قررت عدم تولي المزيد من المهام في المستشفيات لأنها أرادت أن تعمل بشكل أكثر قربٍ من كل مريض على حدة. التحقت في خريف عام 1928 بالدراسات العليا في كلية المعلمين في جامعة كولومبيا، وقررت بعدها أن تأخذ استراحة لبعض الوقت وتسافر حول أوروبا.
بعد عودتها من أوروبا، انتقلت ديفيس إلى أوكلاند (كاليفورنيا) في عام 1931 وعملت استشارية تغذية للأطباء في عيادة مقاطعة ألاميدا الصحية. انتقلت بعد عامين إلى لوس أنجلوس لتقديم الاستشارات في عيادة طبية في هوليوود. التحقت أيضا بجامعة كاليفورنيا الجنوبية في لوس أنجلوس حيث حصلت على درجة الماجستير في الكيمياء الحيوية في عام 1923. عملت استشارية تغذية في أوكلاند وبعدها في لوس أنجلوس مع أطباء في عيادة مقاطعة ألاميدا الصحية، وفي عيادة «ويليام إي. برانش» في هوليوود. ووصفت حميات غذائية للمرضى الذين أحيلوا إليها من قبل العديد من الأخصائيين.
تلقت دورة في الكتابة لمساعدتها على نشر معلومات التغذية، وبدأت كتابة المنشورات والكتب. استمرت في استقبال المرضى المحالين إليها من قبل الأطباء، وبنهاية حياتها المهنية كانت قد ساعدت 20,000 مريض محالٍ إليها. مارست مهنة استشارية تغذية طيلة 35 عاماً قبل أن تتقاعد وتكرس وقتها لعائلتها.

## حياتها كخبيرة تغذية ومؤلفة
بعد تأليفها كتيباً ترويجياً لشركة حليب في عام 1932، كتبت مقالين غير منشورين: (الصحة المثالية) في عام 1935 و(يمكنك أن تبقَ بصحة جيدة) في عام 1939. ألفت ديفيس في عام 1942 كتاباً من 524 صفحة، يتألف من 41 فصلاً عن التغذية لشركة «ماكميلان» للنشر، بعنوان (الحيوية من خلال التغذية المنظمة). لكنها تلقت إشادة الجمهور على كتبها المتلاحقة التي كتبتها للعامة: (لنطبخ بشكل صحيح) في عام 1946؛ و(دعونا نحظى بأطفال أصحاء) في عام (1951)؛ و(لنأكل بشكل صحيح لنحافظ على رشاقتنا) في عام 1954؛ و(دعونا نصبح أصحاء) في عام 1965. بحلول عام 1974، عندما توفيت، بيع من كتبها 10 ملايين نسخة.
ألفت ديفيس كتب التغذية الخاصة بها على مدار 40 عاماً، وراجعت بعضها في السبعينيات. رأت نفسها كـ «مفسِّرة» وليس مجرد باحثة. «أرى نفسي مراسلة صحفية، تتوجه إلى المكتبات وتجمع المعلومات من مئات الصحف التي لا يستطيع معظم الناس فهمها، وأكتبها بطريقة يستطيعون فهمها». تراجع الأدب العلمي على سبيل المثال في مكتبات الكيمياء الحيوية في جامعة كاليفورنيا (لوس أنجلوس). بلغ عدد المراجع التي استخدمتها في كتاب (دعونا نصبح أصحاء) 2,500 مرجعاً، العديد منها كانت حالات من واجهتها في عملها كخبيرة تغذية، واستاءت عندما أزال ناشر كتاب (دعونا نحظى بأطفال أصحاء) 2,000 من المراجع من طبعة 1972، يقول المؤلف دانييل يرغن.
كان كتابها الأول (لنطبخ بشكل صحيح) عام 1947 محاولة لتحديث وتطوير دليل (متعة الطبخ) عام 1931، من خلال تضمين حقائق علمية حول التغذية. إلى جانب تقديم وصفات طبخ جديدة ومتنوعة. توجه فيه ربة المنزل نحو إغناء الوصفات بمكونات ذات قيمة غذائية عالية مثل الحليب المجفف والقمح المنبّت وتحكي عن أفضل الطرق للحفاظ على النكهات والمواد الغذائية أثناء الطهي.
هدف هذا الكتاب، مثل كتبها اللاحقة إلى تثقيف القراء. بشرت بفوائد الحبوب الكاملة والخبز المصنوع منها، والخضار الطازجة والمكملات الغذائية من فيتامينات، والحد من استهلاك السكر، وتجنب الأطعمة المعلبة والمعالجة.
تلقى الكتاب ترحيباً كبيراً واستمرت في نشرها لكتاب (دعونا نحظى بأطفال أصحاء)، نشر عام 1951 ونُقح في عامي 1972 و1981، والذي استند إلى تجاربها الخاصة في العمل مع أطباء التوليد وأثناء عملها على أبحاثها الخاصة. يقدم الكتاب نصائح حول تغذية النساء الحوامل وكذلك الرضع والأطفال الصغار، بما في ذلك شرح لفوائد الرضاعة الطبيعية ومتى تُقدَّم الأطعمة الصلبة.
شجبت الأطعمة المعدة للأطفال بسبب احتوائها على تراكيز عالية من الإضافات ومتبقيات المبيدات الحشرية، وهذا ما جعل آرائها مثيرة للجدل بين الأطباء. انتقدت في الكتاب أيضاً أطباء التوليد وأطباء الأطفال لجهلهم بالتغذية الذي يقودهم إلى وصف الحميات الغذائية الضارة لكل من الأم والطفل. قالت إن «الفصل الخاص بالأطعمة المعلبة سيجعل شعركم يقف».
قالت إن النساء اللواتي لم يأكلن بشكل جيد أثناء الحمل كن أكثر عرضة للإصابة بالعديد من المشاكل الطبية وأن ذلك سيؤثر على الجانب العاطفي الخاص بأطفالهن الرضع وسيبقى أثره مستمراً طيلة حياتهم، وسيتجلى ذلك بمشاكل في السمع، وتشوهات في العين، والكساح، وفقر الدم، وسوء الأداء في المدرسة، وسيصبح عند تلك الأمهات أطفال متوسطو القدرات بدلاً من أن يكون لديهن أطفال متفوقون.
كان كتابها الثالث (لنأكل بشكل صحيح لنحافظ على رشاقتنا)، الذي نُشر في عام 1945 وحُدث في عام 1970، والذي كتبته كتمهيد أساسي حول تغذية الإنسان العادي. تضمن العديد من الحالات الموثقة من حياتها العملية ومن المقالات المرجعية في المجلات الطبية. وتشرح فيه وظائف ومصادر أكثر من أربعين من العناصر الغذائية التي تعد ضرورية لصحة الإنسان، ومن ضمنها الفيتامينات، والمعادن، والأحماض الدهنية الأساسية، والبروتينات.